# أنطوان فريشيت
أنطوان فريشيت هو سياسي كندي، ولد في 22 أغسطس 1905 في كيبك في كندا، وتوفي في 17 أغسطس 1978. نشط حزبياً في الحزب الكندي التقدمي المحافظ. وقد انتخب عضو مجلس العموم الكندي.